# Кнабе Володимир Сергійович
Кна́бе Володи́мир Сергі́йович (нар. 1849 — пом. 1914) — інженер-технолог, статський радник, професор Харківського практичного технологічного інституту.
У 1902 році призначений директором новоствореної Одеської школи мірошників (борошномелів).
Автор багатьох статей присвячених машинобудуванню та металургії в Енциклопедичному словнику Брокгауза і Єфрона. Вивчив та узагальнив досвід роботи машинобудівних заводів в Росії та за кордоном.

## Праці
- Фреза и её роль в современном машиностроении (1892);
- Современное оборудование машиностроительных заводов и железнодорожных мастерских (1896, Харків);
- Механическая технология металлов (1908, Харків).